# Microsoft Lumia 535
De Microsoft Lumia 535 is een smartphone van het Amerikaanse bedrijf Microsoft Mobile Oy. Het is Microsofts eerste toestel met Windows Phone 8.1, nadat Microsofts mobiele tak het noodlijdende Nokia had overgenomen. In begin 2016 kreeg de Lumia 535 een update naar Windows 10 Mobile.
De Lumia 535 was beschikbaar in zes verschillende kleuren.

## Microsoft Lumia 532
De Microsoft Lumia 532 is een kleinere variant van de Lumia 535, De toestellen verschillen qua functies niet veel, maar het grootste verschil is dat de Lumia 535 een groter 5-inch scherm heeft vergeleken met het 4-inch scherm van de Lumia 532. Ook bevat de Lumia 535 een betere camera aan de voorzijde en een grote batterij. De Lumia 532 was beschikbaar in vier verschillende kleuren.

## Root access
In 2015 werd er door ethisch hacker Rene Lergner, beter bekend onder alias Heathcliff74, een hack ontwikkeld waardoor tweede generatie Lumia's met Windows Phone 8 konden worden geroot. Deze versie was nog niet compatibel met de Lumia Icon en Lumia 1520. Ook nieuwere Lumia's werkten niet. Via een applicatie genaamd Windows Phone Internals kon de bootloader worden ontgrendeld en werd het dus mogelijk om niet-geautoriseerde code uit te voeren. De ontdekkingen werden goed ontvangen door anderen, zo konden er aanpassingen gemaakt worden. Begin 2018 werd versie 2 uitgebracht die ook werkte met Windows 10 Mobile en de nieuwere Lumia's. Deze versie werd later open source.

## Specificaties
| Modellen                 | Modellen                      | Lumia 535                           |
| Introductie              | Introductie                   | 10 november 2014                    |
| Originele OS versie      | Originele OS versie           | Windows Phone 8.1 Update 1          |
| Hoogste OS versie        | Officieel                     | Windows 10 Mobile (1607)            |
| Hoogste OS versie        | Insider previews              | Windows 10 Mobile (1709)            |
| Productie codenaam       | Productie codenaam            | RM-1089/1090/1091/1092              |
| Specificaties            | Specificaties                 | Lumia 535                           |
| Afmetingen               | hoogte                        | 140,2 mm                            |
| Afmetingen               | breedte                       | 72,45 mm                            |
| Afmetingen               | dikte                         | 8,8 mm                              |
| Gewicht (g)              | Gewicht (g)                   | 145,3 g                             |
| Volume (cm3)             | Volume (cm3)                  | 89 cm3                              |
| Kleuren achterkant       |                               |                                     |
| Kleuren voorkant         |                               |                                     |
| Verwijderbare achterkant | Verwijderbare achterkant      | Ja                                  |
| Scherm                   | Scherm                        | Lumia 535                           |
| Diagonaal (inch)         | Diagonaal (inch)              | 5,0" (12,70 cm)                     |
| Resolutie (pixels)       | Resolutie (pixels)            | 540×960                             |
| Pixel dichtheid (ppi)    | Pixel dichtheid (ppi)         | 220                                 |
| Schermafmetingen         | hoogte                        | 111,0 mm                            |
| Schermafmetingen         | breedte                       | 62,0 mm                             |
| Screen-to-body-ratio     | Screen-to-body-ratio          | 68,08%                              |
| Kleurweergave            | Kleurdiepte                   | TrueColor 24-bit (16777216 kleuren) |
| Kleurweergave            | DCI-P3-kleurruimte            | Nee                                 |
| ClearBlack polarizer     | ClearBlack polarizer          | Nee                                 |
| Glance scherm            | Glance scherm                 | Nee                                 |
| Gorilla Glass            | Gorilla Glass                 | Gorilla Glass 3                     |
| On-screen taakbalk       | On-screen taakbalk            | Ja                                  |
| Super Sensitive Touch    | Super Sensitive Touch         | Nee                                 |
| Technologie              | Technologie                   | LCD                                 |
| Verversingssnelheid      | Verversingssnelheid           | 60 Hz                               |
| Geheugen/Processor       | Geheugen/Processor            | Lumia 535                           |
| RAM                      | RAM                           | 1 GB                                |
| Opslag                   | Opslag                        | 8 GB                                |
| Uitbreidbaar             | Uitbreidbaar                  | microSD, tot 128 GB                 |
| Processor                | System-on-a-chip              | Qualcomm Snapdragon 200 MSM8212     |
| Processor                | Bit                           | 32 bit                              |
| Processor                | Cores                         | Quad core                           |
| Processor                | Productie-procedé             | 28 nm                               |
| Processor                | ARM-instructieset             | v7                                  |
| Processor                | Kloksnelheid per core (GHz)   | 1,2                                 |
| GPU                      | GPU                           | Adreno 302                          |
| Connectiviteit           | Connectiviteit                | Lumia 535                           |
| Netwerken                | GSM                           | 850/900/1800/1900                   |
| Netwerken                | UMTS                          | Band 1/2/5/8                        |
| Netwerken                | LTE Advanced                  | Geen 4G                             |
| Bluetooth                | Bluetooth                     | 4.0                                 |
| Wifi                     | Wifi                          | b/g/n                               |
| NFC                      | NFC                           | Nee                                 |
| Gps                      | Gps                           | Ja                                  |
| GLONASS                  | GLONASS                       | Ja                                  |
| Sim                      | Aantal Sims                   | 1 of 2                              |
| Sim                      | Grootte                       | Micro-Sim                           |
| Connectoren              | Audio                         | 3,5mm audio jack                    |
| Connectoren              | Opladen/Gegevensoverdracht    | USB Micro-B 2.0                     |
| Connectoren              | Video                         | Nee                                 |
| FM Radio                 | FM Radio                      | Ja                                  |
| Miracast                 | Miracast                      | Nee                                 |
| Digitale TV              | Digitale TV                   | Nee                                 |
| Continuum                | Continuum                     | Nee                                 |
| Batterij                 | Batterij                      | Lumia 535                           |
| Capaciteit (mAh)         | Capaciteit (mAh)              | 1905                                |
| Model                    | Model                         | BL-L4A 3,7V                         |
| Verwijderbaar            | Verwijderbaar                 | Ja                                  |
| Qi draadloos opladen     | Qi draadloos opladen          | Nee                                 |
| Batterijvermogen (uur)   | Standby                       | 552                                 |
| Batterijvermogen (uur)   | Muziek playback               | 78                                  |
| Batterijvermogen (uur)   | Video playback                | 6,5                                 |
| Batterijvermogen (uur)   | Video opname                  | n/a                                 |
| Batterijvermogen (uur)   | Wifi netwerk browsen          | 8,5                                 |
| Batterijvermogen (uur)   | 3G netwerk browsen            | n/a                                 |
| Batterijvermogen (uur)   | Beltijd (2G)                  | 11                                  |
| Batterijvermogen (uur)   | Beltijd (3G)                  | 13                                  |
| Batterijvermogen (uur)   | Beltijd (4G)                  | Geen 4G                             |
| Technologie              | Technologie                   | Lithium-ion                         |
| Camera                   | Camera                        | Lumia 535                           |
| Camera aan de voorzijde  | Apertuur                      | ƒ/2,4                               |
| Camera aan de voorzijde  | Megapixel                     | 5                                   |
| Camera aan de voorzijde  | Videoresolutie                | FWVGA (480×848) in 30 fps           |
| Hoofdcamera              | Autofocus                     | Ja                                  |
| Hoofdcamera              | Apertuur                      | ƒ/2,4                               |
| Hoofdcamera              | 35mm equivalent (mm)          | 28 mm                               |
| Hoofdcamera              | Megapixel                     | 5,0                                 |
| Hoofdcamera              | Sensorgrootte (inch)          | 1/4 (6,35 mm)                       |
| Hoofdcamera              | Videoresolutie                | FWVGA (480×848) in 30 fps           |
| Hoofdcamera              | Carl Zeiss Optics             | Nee                                 |
| Hoofdcamera              | Zoom                          | 1×                                  |
| Hoofdcamera              | Flits                         | Ja                                  |
| Hoofdcamera              | Optische beeldstabilisatie    | Nee                                 |
| Hoofdcamera              | Cameraknop                    | Nee                                 |
| Hoofdcamera              | Digital Negative image format | Nee                                 |
| Sensoren                 | Sensoren                      | Lumia 535                           |
| Windows Hello            | Vingerafdruk Scanner          | Nee                                 |
| Windows Hello            | Infrarood Iris Scanner        | Nee                                 |
| Microfoons               | Microfoons                    | 2                                   |
| Cortana                  | Cortana ondersteuning         | Ja                                  |
| Cortana                  | “Hey Cortana” oproep          | Via tweak                           |
| Accelerometer            | Accelerometer                 | Ja                                  |
| Omgevingslichtdetector   | Omgevingslichtdetector        | Ja                                  |
| Nabijheidssensor         | Nabijheidssensor              | Ja                                  |
| Magnetometer             | Magnetometer                  | Nee                                 |
| Gyroscoop                | Gyroscoop                     | Nee                                 |
| Barometer                | Barometer                     | Nee                                 |
| SensorCore               | SensorCore                    | Nee                                 |

### Modelvarianten
| Naam     | 535      | 535 DS   | 535             | 535 DS          |
| Model    | RM-1089  | RM-1090  | RM-1091         | RM-1092         |
| -------- | -------- | -------- | --------------- | --------------- |
| Regio    | Globaal  | Globaal  | Latijns-Amerika | Latijns-Amerika |
| 3G       | Band 1/8 | Band 1/8 | Band 1/2/5/8    | Band 1/2/5/8    |
| 4G       | Geen 4G  | Geen 4G  | Geen 4G         | Geen 4G         |
| NFC      | Nee      | Nee      | Nee             | Nee             |
| DTV      | Nee      | Nee      | Nee             | Nee             |
| Dual Sim | Nee      | Ja       | Nee             | Ja              |

## Opmerkingen
1. ↑  Windows 10 Mobile is vereist